# تشارلز إس. بيترسون
تشارلز إس. بيترسون (بالإنجليزية: Charles S. Peterson)‏ هو مؤرخ أمريكي، ولد في 30 يناير 1927، وتوفي في 10 مايو 2017.